# Lay-Saint-Remy
Lay-Saint-Remy – miejscowość i gmina we Francji, w regionie Grand Est, w departamencie Meurthe i Mozela. Nazwa miejscowości pochodzi od imienia św. Remigiusza.
Według danych na rok 1990 gminę zamieszkiwało 307 osób, a gęstość zaludnienia wynosiła 81 osób/km² (wśród 2335 gmin Lotaryngii Lay-Saint-Remy plasuje się na 743. miejscu pod względem liczby ludności, natomiast pod względem powierzchni na miejscu 1112.).

## Populacja

Populacja Lay-Saint-Remy w latach 1962–2008